# 村上太三郎
村上 太三郎（むらかみ たさぶろう、1857年11月4日〈安政4年9月18日〉 - 1915年〈大正4年〉4月25日）は、明治から大正時代前期の政治家、実業家。衆議院議員（1期）。

## 経歴
遠江国長上郡川袋村（掛塚村、磐田郡掛塚村、掛塚町、竜洋町を経て現磐田市）に生まれる。7歳の時に父と死別し、12歳の時に母の勧めで商人を志し横浜に出て回米問屋を開業する。1892年（明治25年）東海屋鉄工場の設立および経営に関与し、以後、日本精製糖、日本石油精製、日本製粉、小樽木材など数々の会社を立ち上げ重役を歴任した。さらに、株式仲買業にも携わり、東京株式取引所仲裁委員、東京商業会議所議員、横浜四品取引所理事などを務めたほか、日本重石、九州炭鉱汽船、日本醤油醸造、宝石油、日本活動写真、東京澱粉各取締役、営口水道電気、旭薬各監査役などを歴任し、鉱山業の経営にも従事した。
1915年（大正4年）3月の第12回衆議院議員総選挙では静岡県郡部から出馬し当選したが、登院を待たずして死去した。